# Конан (Ен)
Конан (фр. Conand) је насељено место у Француској у региону Рона-Алпи, у департману Ен (Рона-Алпи).
По подацима из 2011. године у општини је живело 102 становника, а густина насељености је износила 6,68 становника/km².

## Демографија
| 1962. | 1968. | 1975. | 1982. | 1990. | 2011. |
| ----- | ----- | ----- | ----- | ----- | ----- |
| 119   | 90    | 70    | 91    | 56    | 102   |